# Phyllosticta cirsii
Phyllosticta cirsii är en svampart som beskrevs av Desm. 1847. Phyllosticta cirsii ingår i släktet Phyllosticta och familjen Botryosphaeriaceae.   Inga underarter finns listade i Catalogue of Life.